# Lech Nowak (lekkoatleta)
Lech Nowak (ur. 2 maja 1924 w Inowrocławiu, zm. 1 marca 1999) – polski lekkoatleta i trener. Mistrz Polski.

## Życiorys
W czasie II wojny światowej został aresztowany za przynależność do Szarych Szeregów i w lipcu 1944 osadzony w obozie w Groß-Rosen. W maju 1945 pieszo dotarł do Wrocławia. Tam od 1946 uprawiał sport w barwach AZS Wrocław i Gwardii Wrocław. Ukończył również studia weterynaryjne oraz Studium WF Wydziału Lekarskiego Uniwersytetu i Politechniki Wrocławskiej.
Na mistrzostwach Polski seniorów zdobył trzy medale w dziesięcioboju: złoty w 1948, brązowe w 1947 i 1949.
W 1953 założył w Gwardii Wrocław sekcję podnoszenia ciężarów i został jej trenerem. Doprowadził ją do brązowego (1957) i srebrnego (1958) medalu drużynowych mistrzostw Polski. Swoją karierę rozpoczął tam Ireneusz Paliński (od 1956 zawodnik LZS Warszawa).
W 1958 został trenerem roku na Dolnym Śląsku w Plebiscycie Słowa Polskiego.